# Kaisupeea orthocarpa
Kaisupeea orthocarpa är en tvåhjärtbladig växtart som beskrevs av Brian Laurence Burtt. Kaisupeea orthocarpa ingår i släktet Kaisupeea och familjen Gesneriaceae. Inga underarter finns listade i Catalogue of Life.